# 太田村 (新潟県古志郡)
太田村（おおたむら）は、かつて新潟県古志郡にあった村。

## 沿革
- 1901年（明治34年）11月1日 - 古志郡蓬沢村、虫亀村が合併し、太田村が発足。
- 1956年（昭和31年）3月31日 - 古志郡種苧原村、竹沢村、東竹沢村と合併し、山古志村となり消滅。